# Джеррі (переможець Великого Національного Бігу)
Джеррі був скаковим конем. Він виграв Великий Національний Біг З Перешкодами 1840 року, перемагаючи дванадцятьох суперників. На ньому їхав Бартоломью Бретертон, його тренував Джордж Доккерей, і він належав Генрі Віллебоісу.

## Зовнішні посилання
- Detailed account of Jerry's Grand National win